# Чернобилска забранена зона
Чернобилската забранена зона (на украински: Зона відчуження Чорнобильської АЕС) е официално обозначена забранена зона около Чернобилската атомна централа, след като претърпява авария на 26 април 1986 г.:p.4 – 5:p.49f.3
Създадена е от въоръжените сили на СССР малко след аварията и първоначално обхваща площ в радиус от 30 km от атомната централа. Зоната подлежи на евакуация и е поставена под военно управление. По-късно границите ѝ са променени, покривайки по-голяма част от Украйна. Забранената зона граничи с администрирания отделно район Полески държавен радиационно-екологичен резерват, намиращ се на север в Беларус. Днес 30-километровата зона се управлява от Държавната служба на Украйна по извънредни ситуации, докато атомната централа и саркофагът ѝ се администрират отделно.
Зоната покрива площ от около 2600 km2 в Украйна в пряката околност на Чернобилската АЕЦ, където радиоактивното замърсяване е най-голямо и публичният достъп и жителството са забранени. Други райони на задължително преселване, които не са част от забранената зона, съществуват в околността и из Украйна. През февруари 2019 г. става ясно, че текат дискусии относно преначертаване на границите на забранената зона така, че да отразяват адекватно намаляващата радиоактивност в крайните части на зоната.
Целта на забранената зона е да забрани достъпа до опасни райони, да намали разпространяването на радиоактивното замърсяване и да спомага за радиационния и екологичния мониторинг. В днешно време зоната е една от най-замърсените с радиация области в света, привличайки значителен научен интерес към високите нива на радиация в околната среда.
Географски, зоната включва най-северните райони на Киевска област и Житомирска област в Украйна.

## История

### Преди 1986 г.
Исторически и географски, зоната представлява сърцевината на региона Полесия. Тази преобладаващо селска гориста и блатиста местност е била дом на 120 000 души, живеещи в Чернобил, Припят и в още 187 по-малки населени места, които днес са изоставени. Всичките селища все още се отбелязват на географските карти. Горите около Припят са фокусна точка на партизанската съпротива през Втората световна война. Те позволяват на някои по-късно евакуирани жители да се завърнат, заобикаляйки охраната. Близо до Чернобилската АЕЦ стои т.нар. „Партизанско дърво“, което е използвано от немците през войната за обесване на заловени партизани. През 1996 г. дървото умира от старост, а на неговото място е създаден паметник.

### Създаване на зоната
Забранената зона е създадена малко след Чернобилската авария – на 2 май 1986 г., когато съветска правителствена комисия, оглавявана от Николай Рижков:с. 4 решава на „по-скоро случаен принцип“:с. 161 да установи евакуационна зона в радиус от 30 km от избухналия четвърти реактор. 30-километровата зона първоначално е разделена на три подзони: зона непосредствено до четвърти реактор, зона с радиус от 10 km от реактора и зона с радиус от 30 km от реактора. Защитното облекло и наличното оборудване варира между тези зони.
По-късно през 1986 г., след като се появяват обновени карти на замърсените области, зоната е разделена на три части, обозначаващи по-нататъшните области на евакуация, според преразгледаното ограничение на радиационната доза от 100 mSv.:с. 4
- „Черна зона“ (над 200 µSv·h−1), в която евакуираните никога няма да се завърнат;
- „Червена зона“ (50 – 200 µSv·h−1), в която евакуираните може би ще се завърнат, когато нивата на радиацията се стабилизират;
- „Синя зона“ (30 – 50 µSv·h−1), от която жените и децата са евакуирани през лятото на 1986 г.

През същата година са установени специални правила за достъп и пълен военен контрол. Макар евакуациите да не се случват веднага, в крайна сметка около 91 200 души са евакуирани от зоната.:с. 104
През ноември 1986 г. контролът над дейностите в зоната е предаден на новата производствена асоциация Комбинат. Базирана в евакуирания град Чернобил, асоциацията поема отговорността да оперира атомната централа, да прочиства 30-километровата зона, да доставя материали и стоки в зоната и да строи жилища в новосъздадения град Славутич за персонала на централата и семействата им.:с. 162 През октомври 1989 г. съветското правителство поисква помощ от Международната агенция за атомна енергия за оценяване на „идея за безопасно живеене“ в замърсените райони.:p.52
През февруари 1991 г. е приет украински закон, който уточнява новите граници на забранената зона, определяйки места за задължително и желателно изселване, както и места за засилено наблюдение. Границите са начертани на основата на почвените натрупвания на стронций-90, цезий-137 и плутоний плюс изчислената мощност на дозата (сиверти/час).
По-подробни проучвания са проведени през 1992 – 1993 г., след които законът от 1991 г. е обновен и се извършват допълнителни евакуации от региона Полесия. Евакуацията от замърсени места извън забранената зона продължава както в зоните за задължително, така и в зоните за доброволно изселване, като от 1990 до 1995 г. в Украйна са евакуирани около 53 000 души от различни места.
След обявяването на украинската независимост, финансирането на контрола и защитата на зоната първоначално е ограничено, което води до повторното заселване на самосели и други незаконни прониквания в зоната.
През 1997 г. районите Полески и Народички, които са били евакуирани, са добавени към землището на забранената зона. Днес зоната се управлява от Държавната служба на Украйна по извънредни ситуации.
На 15 декември 2000 г. производството на ядрена енергия от електроцентралата е окончателно спряно. Към днешно време зоната е напълно евакуирана, с изключение на малък брой самосели.
В зоната са установени 11 контролно-пропускателни пункта.

## Жители на зоната

### Население
Оценено е, че зоната е дом на 197 самосели, живеещи в 11 села и в град Припят. Тази бройка намалява, след като в края на 1986 г. са докладвани 1200 души, а през 2007 г. – 314 души. Завърналите се жители са основно стари хора, чиято средна възраст е 63 години. След многократни опити за изгонване, властите са се примирили с тяхното присъствие и им позволяват определени услуги. На жителите неофициално им е разрешено да останат в зоната.
Приблизително 3000 души работят в зоната по различни задачи, като например строителството на Новия чернобилски саркофаг, продължаващото извеждане от експлоатация на реакторите и оценяване и наблюдаване на условията в зоната. Самите работници не живеят в зоната, а работят на смени в нея. Продължителността на смените се следи строго, поради причини, включващи пенсиониране и здравеопазване. Всеки, работещ в зоната, се следи за вътрешна биоакумулация на радиоактивни елементи.
Град Чернобил, разположен извън 10-километровия периметър, е евакуиран след инцидента, но днес служи като база за поддръжка на работниците в зоната. Неговите удобства включват административни сгради, общи магазини, столова, хотел и автогара. За разлика от другите места в зоната, град Чернобил се поддържа активно от работници – тревата се коси, а есенните листа се чистят.

### Достъп и туризъм
Броят на посетителите на забранената зона расте всяка година и вече се предлагат ежедневни пътувания от Киев от различни компании. Многодневни екскурзии също могат да се организират от украински туроператори. През нощта туристите отсядат в хотел в град Чернобил. Тяхното ниво на радиация се следи при излизане както на 10-километровия периметър, така и на 30-километровия периметър.
Някои евакуирани жители на Припят са си създали традиция за спомен, включваща ежегодни посещения на бивши домове и училища. В зоната все още действа една източноправославна църква, която е с особено ниски нива на радиация.
Чернобилската забранена зона е достъпна за заинтересова страни, като например учени и журналисти, още от създаването си. Един от ранните примери е мотоциклетистката Елена Филатова, която пътува сама из зоната и я фотографира. Туризмът в района става още по-популярен, след като град Припят е включен в известните видеоигри S.T.A.L.K.E.R.: Shadow of Chernobyl и Call of Duty 4: Modern Warfare. Все пак, преследването на нарушителите става по-тежко след значителното увеличение на незаконното влизане в зоната.

### Незаконни дейности
Бракониерството на дивеч, незаконната сеч и събирането на скрап са сред дълготрайните проблеми в зоната. Въпреки полицейското присъствие, нашественици проникват в периметъра, за да изземват потенциално замърсени предмети, особено от Припят, където жителите на 30 панелни блока са били принудени да оставят принадлежностите си. През 2007 г. украинското правителство приема по-тежки наказания срещу незаконните дейности в зоната. Популацията на коне на Пржевалски, въведени в зоната през 1998 г., спада след 2005 г., поради бракониерство.

## Инфраструктура
Промишлената, транспортната и жилищната инфраструктура като цяло се разпада след евакуацията през 1986 г. Съществуват поне 800 „могили“ за замърсени превозни средства. Речни кораби и шлепове стоят изоставени в пристанището на Чернобил. Машиностроителният завод Юпитер в Припят е една от най-големите сгради в зоната и работи до 1996 г., след което състоянието му бързо запада.
Все пак, железопътната линия, която обслужва съоръженията на атомната централа, все още се поддържа.
Радиолокационната станция „Дъга“ е съветско военно съоръжение, което се намира сравнително близо до електроцентралата. Близо до нея се намира голям подземен комплекс, който се е използвал за противовъздушна защита.

## Радиоактивно замърсяване
Територията на зоната е замърсена неравномерно. Места със свръхвисоко замърсяване са създадени първо от вятъра и дъжда, разпръскващи радиоактивен прах веднага след аварията, а по-късно и от многобройни могили за различно оборудване, използвано при разчистването. Властите на зоната внимават да не се допускат туристи до такива места, но признават, че някои опасни могили все още са неотбелязани и единствено се помнят от остаряващите чернобилски ликвидатори.

### Флора и фауна
Съществува научен дебат относно степента, до която флората и фауната в зоната са засегнати от радиоактивното замърсяване, настъпило след аварията. Един от основните проблеми е разграничаването между отрицателните ефекти на радиацията и ефектите от промяната на селскостопанските дейности в резултат на човешката евакуация.
Близо до атомната централа гъст облак от радиоактивен прах убива голяма гора от бели борове. Ръждивият оранжев цвят на мъртвите дървета води до наименованието им „Червена гора“. Червената гора е сред най-радиоактивните места на Земята и за да се намали опасността, тя е съборена с булдозери, а дънерите са заровени, макар почвата да остава да е силно радиоактивна. Други видове в същия район, като например брези, оцеляват, което ще рече, че растителните видове могат да се различават значително по своята чувствителност към радиация.
Случаите на мутантни деформации у животните в зоната включват частичен албинизъм и други външни малформации при лястовицовите и мутации при насекомите. Изследване на няколкостотин птици от 48 различни вида демонстрира, че птиците, обитаващи силно замърсени с радиация райони, имат по-малки мозъци, в сравнение с птиците от чисти райони.
Спад на гъстотата на животните в силно замърсените райони е докладван за няколко таксона, включително птици, насекоми, паяци и бозайници.
Напоследък се появяват доклади, че популациите на големи бозайници са нараснали, поради значително намалялото на човешко присъствие. Според някои сведения, популациите на традиционни животни от Полесия (като вълци, диви свине, сърни, морски орли, язовци, черни щъркели, тръстикови блатари, блатни сови, благородни елени, лосове, големи бели чапли, пойни лебеди, невестулки, керкенези и бобри) са се увеличили многократно и са започнали да се разпространяват и извън зоната.
В зоната са интродуцирани коне на Пржевалски и зубри след аварията. Съществуват сведения за появата на изключително редкия местен рис, както и видеа на кафяви мечки с малките им – животни, които не са срещани в областта повече от век. Все още не са провеждани научни проучвания относно популационната динамика на тези видове.
Реките и езерата в зона представляват значителна опасност за разпространяването на замърсена тиня по време на пролетните дъждове. Те систематично се подсигуряват чрез диги.

### Горски пожари
Известно е, че горските пожари могат отново да мобилизират радиоактивността в зоната. По-конкретно, осъзната е възможността от повишена мобилност на цезий, стронций и плутоний вследствие на пожари в горските и тревните местности.
Има случаи на пожари в замърсената зона, след които се наблюдава повишение на радиоактивния прах в атмосферата. През 1986 г. поредица от пожари унищожават 2336 ha гори. Сериозен пожар през май 1992 г. засяга 500 ha земя, от които 270 ha гори. Това довежда до значително повишение на нивата на цезий-137 в атмосферата.
През 2010 г. поредица от горски пожари в Русия засягат замърсените райони, особено околностите на Брянск и граничните райони с Беларус и Украйна. Руското правителство твърди, че не е имало осезаемо повишаване на нивата на радиацията, докато Грийнпийс обвинява руското правителство в отричане.